# Eutrichota gigas
Eutrichota gigas är en tvåvingeart som beskrevs av Fan 1988. Eutrichota gigas ingår i släktet Eutrichota och familjen blomsterflugor. Inga underarter finns listade i Catalogue of Life.